# Discografia di Muddy Waters
Muddy Waters fu un musicista statunitense attivo nel campo della musica blues, generalmente considerato il più importante interprete del genere Chicago blues nel secondo dopoguerra, e uno dei musicisti più influenti del XX secolo. Questa pagina offre la discografia completa dell'artista:

## Album in studio
| Titolo                                                                                                | Dettagli album                                                                         | Posizione in classifica | Posizione in classifica |
| Titolo                                                                                                | Dettagli album                                                                         | U.S.                    | Can                     |
| --- | -------------------------------------------------------------------------------------- | ----------------------- | ----------------------- |
| Muddy Waters Sings "Big Bill"                                                                         | - Pubblicato: Gennaio 1960 - Etichetta: Chess (LP-1444) - Formato: mono LP             | —                       | —                       |
| Folk Singer                                                                                           | - Pubblicato: Aprile 1964 - Etichetta: Chess (LP-1483) - Formato: mono LP              | —                       | —                       |
| Brass and the Blues                                                                                   | - Pubblicato: Dicembre 1966 - Etichetta: Chess (LP/S-1507) - Formato: mono/stereo LP   | —                       | —                       |
| Electric Mud                                                                                          | - Pubblicato: 5 ottobre 1968 - Etichetta: Cadet Concept (LPS-314) - Formato: stereo LP | 127                     | 47                      |
| After the Rain                                                                                        | - Pubblicato: 12 maggio 1969 - Etichetta: Cadet Concept (LPS-320) - Formato: stereo LP | —                       | —                       |
| Fathers and Sons                                                                                      | - Pubblicato: Agosto 1969 - Etichetta: Chess (LPS-127) - Formato: stereo LP            | 70                      | —                       |
| The London Muddy Waters Sessions                                                                      | - Pubblicato: Maggio 1972 - Etichetta: Chess (CH 60013) - Formato: stereo LP           | —                       | —                       |
| Can't Get No Grindin'                                                                                 | - Pubblicato: Settembre 1973 - Etichetta: Chess (CH 50023) - Formato: stereo LP        | —                       | —                       |
| "Unk" in Funk                                                                                         | - Pubblicato: Maggio 1974 - Etichetta: Chess (CH 60031) - Formato: stereo LP           | —                       | —                       |
| Muddy Water's Woodstock Album                                                                         | - Pubblicato: 1975 - Etichetta: Chess (CH 60035) - Formato: stereo LP                  | —                       | —                       |
| Hard Again                                                                                            | - Pubblicato: 10 gennaio 1977 - Etichetta: Blue Sky (PZ34449) - Formato: stereo LP     | 143                     | —                       |
| I'm Ready                                                                                             | - Pubblicato: Gennaio 1978 - Etichetta: Blue Sky (JZ34928) - Formato: stereo LP        | 157                     | —                       |
| King Bee                                                                                              | - Pubblicato: 1981 - Etichetta: Blue Sky (PZ37064) - Formato: stereo LP                | 192                     | —                       |
| Il simbolo "—" indica che l'album non è entrato in classifica o non è stato pubblicato in quel Paese. |                                                                                        |                         |                         |

## Album dal vivo
| Titolo                                                                                                | Dettagli album                                                                    | Posizione in classifica |
| Titolo                                                                                                | Dettagli album                                                                    | U.S. Blues              |
| --- | --------------------------------------------------------------------------------- | ----------------------- |
| At Newport 1960                                                                                       | - Pubblicato: Dicembre 1960 - Etichetta: Chess (LP-1449) - Formato: mono LP       | —                       |
| Fathers and Sons                                                                                      | - Pubblicato: Agosto 1969 - Etichetta: Chess (LPS-127) - Formato: stereo LP       | —                       |
| Muddy Waters Live (At Mr. Kelly's)                                                                    | - Pubblicato: Dicembre 1971 - Etichetta: Chess (CH 50012) - Formato: stereo LP    | —                       |
| Live at Jazz Jamboree '76                                                                             | - Pubblicato: 1976 - Etichetta: Poljazz - Formato: CD                             | —                       |
| Muddy "Mississippi" Waters Live                                                                       | - Pubblicato: Febbraio 1979 - Etichetta: Blue Sky (JZ35712) - Formato: stereo LP  | —                       |
| The Lost Tapes                                                                                        | - Pubblicato: 2000 - Etichetta: Blind Pig - Formato: CD                           | —                       |
| Authorized Bootleg: Live at the Fillmore Auditorium – San Francisco Nov 04–06 1966                    | - Pubblicato: 31 marzo 2009 - Etichetta: Geffen/Chess (B0012650-02) - Formato: CD | —                       |
| Live at the Checkerboard Lounge, Chicago 1981 Muddy Waters & The Rolling Stones                       | - Pubblicato: 10 luglio 2012 - Etichetta: Eagle Vision - Formato: CD/DVD          | 15                      |
| Il simbolo "—" indica che l'album non è entrato in classifica o non è stato pubblicato in quel Paese. |                                                                                   |                         |

## Raccolte
| Titolo                                                                                                | Dettagli album                                                                                | Posizione in classifica |
| Titolo                                                                                                | Dettagli album                                                                                | U.S. Blues              |
| --- | --------------------------------------------------------------------------------------------- | ----------------------- |
| The Best of Muddy Waters                                                                              | - Pubblicato: 1958 - Etichetta: Chess (LP-1427) - Formato: mono LP                            | —                       |
| The Real Folk Blues                                                                                   | - Pubblicato: Gennaio 1966 - Etichetta: Chess (LP-1501) - Formato: mono LP                    | —                       |
| More Real Folk Blues                                                                                  | - Pubblicato: Marzo 1967 - Etichetta: Chess (LP/S-1511) - Formato: mono/stereo LP             | —                       |
| They Call Me Muddy Waters                                                                             | - Pubblicato: Dicembre 1970 - Etichetta: Chess (CH 1553) - Formato: LP                        | —                       |
| McKinley Morganfield a.k.a. Muddy Waters                                                              | - Pubblicato: Agosto 1971 - Etichetta: Chess (2CH 60006) - Formato: double LP                 | —                       |
| Rolling Stone                                                                                         | - Pubblicato: 1982 - Etichetta: Chess (CH 8202) - Formato: LP                                 | —                       |
| Rare and Unissued                                                                                     | - Pubblicato: 1984 - Etichetta: Chess (CH 9180) - Formato: mono LP                            | —                       |
| Trouble No More: Singles 1955-1959                                                                    | - Pubblicato: 1989 - Etichetta: Chess (CH/C/D-9291) - Formato: LP/Cassette/CD                 | —                       |
| The Chess Box                                                                                         | - Pubblicato: Marzo 1990 - Etichetta: Chess (CH/D-80002) - Formato: LP/CD                     | —                       |
| Blue Sky                                                                                              | - Pubblicato: 16 giugno 1992 - Etichetta: Columbia/Legacy (ZK/T-49172) - Formato: CD/Cassette | —                       |
| The Complete Plantation Recordings                                                                    | - Pubblicato: 8 giugno 1993 - Etichetta: Chess (CHD/C-9344) - Formato: CD/Cassette            | —                       |
| One More Mile                                                                                         | - Pubblicato: 1994 - Etichetta: Chess (CHD/C2-9348) - Formato: CD/Cassette                    | —                       |
| His Best: 1947 to 1955                                                                                | - Pubblicato: 1997 - Etichetta: Chess (CHD-9370) - Formato: CD                                | —                       |
| His Best: 1956 to 1964                                                                                | - Pubblicato: 20 maggio 1997 - Etichetta: Chess (CHD-9380) - Formato: CD                      | —                       |
| King of the Electric Blues                                                                            | - Pubblicato: 7 ottobre 1997 - Etichetta: Epic/Legacy (65215) - Formato: CD                   | —                       |
| The Best of Muddy Waters – The Millennium Collection                                                  | - Pubblicato: 23 marzo 1999 - Etichetta: Chess (CHD-11946) - Formato: CD                      | 15                      |
| Rollin' Stone: The Golden Anniversary Collection                                                      | - Pubblicato: 27 giugno 2000 - Etichetta: Chess (CHD-112301) - Formato: CD                    | —                       |
| The Anthology: 1947-1972                                                                              | - Pubblicato: 28 agosto 2001 - Etichetta: Chess (CHD-112649) - Formato: CD                    | —                       |
| Martin Scorsese Presents the Blues: Muddy Waters                                                      | - Pubblicato: 9 settembre 2003 - Etichetta: Universal (B000048202) - Formato: CD              | 4                       |
| Hoochie Coochie Man: The Complete Chess Masters, Vol. 2: 1952–1958                                    | - Pubblicato: Dicembre 2004 - Etichetta: Hip-O Select - Formato: CD                           | —                       |
| The Definitive Collection                                                                             | - Pubblicato: 23 maggio 2006 - Etichetta: Geffen - Formato: CD                                |                         |
| Playlist: The Very Best of Muddy Waters                                                               | - Pubblicato: 10 maggio 2011 - Etichetta: Epic/Legacy - Formato: CD                           | —                       |
| You Shook Me: The Chess Masters, Vol. 3: 1958 to 1963                                                 | - Pubblicato: 18 dicembre 2012 - Etichetta: Geffen - Formato: CD                              | —                       |
| Il simbolo "—" indica che l'album non è entrato in classifica o non è stato pubblicato in quel Paese. |                                                                                               |                         |

## Singoli
| Titolo Lato A / Lato B                                                                                   | Anno | Posizione in classifica | Posizione in classifica | Etichetta & Cat. no.           |
| Titolo Lato A / Lato B                                                                                   | Anno | U.S. R&B                | UK                      | Etichetta & Cat. no.           |
| --- | ---- | ----------------------- | ----------------------- | ------------------------------ |
| "Country Blues" / "I Be's Troubled"                                                                      | 1941 | —                       | —                       | Library of Congress AAFS 18    |
| "Gypsy Woman" / "Little Anna Mae"                                                                        | 1947 | —                       | —                       | The Aristocrat of Records 1302 |
| "(I Feel Like) Going Home" / "I Can't Be Satisfied"                                                      | 1948 | 11                      | —                       | Aristocrat 1305                |
| "Train Fare Home" / "Sittin' Here and Drinkin' (Whiskey Blues)"                                          | 1948 | —                       | —                       | Aristocrat 1396                |
| "You're Gonna Miss Me (When I'm Dead and Gone)" / "Mean Red Spider"                                      | 1948 | —                       | —                       | Aristocrat 1307                |
| "Streamline Woman" / "Muddy Jumps One (inst.)"                                                           | 1948 | —                       | —                       | Aristocrat 1310                |
| "Little Geneva" / "Canary Bird"                                                                          | 1948 | —                       | —                       | Aristocrat 1311                |
| "Screamin' and Cryin' / "Where's My Woman Been"                                                          | 1949 | —                       | —                       | Aristocrat 406                 |
| "Rollin' and Tumblin'" Part 1 / "Rollin' and Tumblin'" Part 2                                            | 1950 | —                       | —                       | Aristocrat 412                 |
| "Rollin' Stone/Walking Blues"                                                                            | 1950 | —                       | —                       | Chess 1426                     |
| "You're Gonna Need My Help I Said (Gonna Need My Help)" / "Sad Letter Blues"                             | 1950 | —                       | —                       | Chess 1434                     |
| "Louisiana Blues" / "Evan's Shuffle (Inst.) (Ebony Shuffle)"                                             | 1950 | 10                      | —                       | Chess 1441                     |
| "Long Distance Call" / "Too Young Too Know"                                                              | 1951 | 8                       | —                       | Chess 1452                     |
| "Honey Bee" / "Appealing Blues (Hello Little Girl)"                                                      | 1951 | 10                      | —                       | Chess 1468                     |
| "Still a Fool" / "My Fault"                                                                              | 1951 | 9                       | —                       | Chess 1480                     |
| "She Moves Me" / "Early Morning Blues (Before Daybreak)"                                                 | 1952 | 10                      | —                       | Chess 1490                     |
| "All Night Long" / "Country Boy"                                                                         | 1952 | —                       | —                       | Chess 1509                     |
| "Please Have Mercy" " "I Can't Be Satisfied"                                                             | 1952 | —                       | —                       | Chess 1514                     |
| "Gone to Main Street" / "Standing Around Crying"                                                         | 1952 | 17                      | —                       | Chess 1526                     |
| "Sad, Sad Day" / "She's All Right"                                                                       | 1952 | 30                      | —                       | Chess 1537                     |
| "Turn the Lamp Down Low (Baby Please Don't Go)" / "Who's Gonna Be Your Sweet Man"                        | 1953 | 24                      | —                       | Chess 1542                     |
| "Mad Love (I Want You to Love Me)" / "Blow Wind Blow"                                                    | 1953 | 6                       | —                       | Chess 1550                     |
| "I'm Your Hoochie Coochie Man" / "She's So Pretty"                                                       | 1954 | 3                       | —                       | Chess 1560                     |
| "Just Make Love to Me (I Just Want to Make Love to You)" / "Oh Yeah"                                     | 1954 | 4                       | —                       | Chess 1571                     |
| "I'm Ready" / "I Don't Know Why"                                                                         | 1954 | 4                       | —                       | Chess 1579                     |
| "I'm a Natural Born Lover" / "Loving Man"                                                                | 1954 | 25                      | —                       | Chess 1585                     |
| "I Want to Be Loved" / "My Eyes (Keep Me in Trouble)"                                                    | 1955 | 29                      | —                       | Chess 1596                     |
| "Manish Boy/Young Fashion Ways"                                                                          | 1955 | 5                       | 51                      | Chess 1602                     |
| "Sugar Sweet (I Can't Call Her Sugar)"                                                                   | 1955 | 7                       | —                       | Chess 1612                     |
| "Trouble No More"                                                                                        | 1955 | 7                       | —                       | Chess 1612                     |
| "Forty Days and Forty Nights" / "All Aboard"                                                             | 1956 | 7                       | —                       | Chess 1620                     |
| "Don't Go No Farther" / "Diamonds at Your Feet"                                                          | 1956 | 5                       | —                       | Chess 1630                     |
| "Just to Be with You" / "I Got to Find My Baby"                                                          | 1956 | —                       | —                       | Chess 1644                     |
| "Rock Me" / "Got My Mojo Working"                                                                        | 1956 | 16                      | —                       | Chess 1652                     |
| "Good News" / "Come Home Baby (I Wish You Would)"                                                        | 1957 | 27                      | —                       | Chess 1667                     |
| "I Live the Life I Love (I Love the Life I Live)" / "Evil"                                               | 1957 | —                       | —                       | Chess 1680                     |
| "I Won't Go On" / "She's Got It"                                                                         | 1958 | —                       | —                       | Chess 1692                     |
| "Close to You" / "She's Nineteen Years Old"                                                              | 1958 | 9                       | —                       | Chess 1704                     |
| "Walking Thru the Park (Walking in the Park)" / "Mean Mistreater"                                        | 1958 | —                       | —                       | Chess 1718                     |
| "Clouds in My Heart" / "Ooh Wee"                                                                         | 1958 | —                       | —                       | Chess 1724                     |
| "Take the Bitter with the Sweet" / "She's Into Something"                                                | 1959 | —                       | —                       | Chess 1733                     |
| "Recipe for Love" / "Tell Me Baby"                                                                       | 1959 | —                       | —                       | Chess 1739                     |
| "I Feel So Good" / "When I Get to Thinking"                                                              | 1959 | —                       | —                       | Chess 1748                     |
| "Read Way Back" / "I'm Your Doctor"                                                                      | 1960 | —                       | —                       | Chess 1752                     |
| "Look What You've Done" / "Love Affair"                                                                  | 1960 | —                       | —                       | Chess 1758                     |
| "Tiger in Your Tank" / "Meanest Woman"                                                                   | 1960 | —                       | —                       | Chess 1765                     |
| "Got My Mojo Working Part 1 (live)" / "Woman Wanted"                                                     | 1960 | —                       | —                       | Chess 1774                     |
| "Messin' with the Man" / "Lonesome Bedroom Blues"                                                        | 1961 | —                       | —                       | Chess 1796                     |
| "Going Home" / "Tough Times"                                                                             | 1962 | —                       | —                       | Chess 1819                     |
| "You Shook Me" / "Muddy Waters Twist"                                                                    | 1962 | —                       | —                       | Chess 1827                     |
| "You Need Love" / "Little Brown Bird"                                                                    | 1963 | —                       | —                       | Chess 1839                     |
| "Five Long Years" / "Twenty Four Hours"                                                                  | 1963 | —                       | —                       | Chess 1862                     |
| "The Same Thing" / "You Can't Lose What You Ain't Never Had"                                             | 1964 | —                       | —                       | Chess 1865                     |
| "My John the Conquer Root" / "Short Dress Woman"                                                         | 1964 | —                       | —                       | Chess 1914                     |
| "Put Me in Your Lay Away" / "Still a Fool"                                                               | 1964 | —                       | —                       | Chess 1921                     |
| "My Dog Can't Bark" / "I Got a Rich Man's Woman"                                                         | 1965 | —                       | —                       | Chess 1937                     |
| "Corine, Corina" / "I'm Your Hoochie Coochie Man"                                                        | 1966 | —                       | —                       | Chess 1973                     |
| "Birdnest on the Ground" / "When the Eagle Flies"                                                        | 1967 | —                       | —                       | Chess 2018                     |
| "Going Home" / "I Feel So Good" (remake)                                                                 | 1969 | —                       | —                       | Chess 2085                     |
| "Making Friends" / "Two Steps Forward"                                                                   | 1971 | —                       | —                       | Chess 2107                     |
| "The Blues Had a Baby and They Named It Rock and Roll (No. 2)" / "Mannish Boy" (remake) (12" single)     | 1977 | —                       | —                       | Blue Sky MUDT 1                |
| "I'm Your Hoochie Coochie Man" (remake) / "Mannish Boy (edited)" (remake) (12" single)                   | 1977 | —                       | —                       | Blue Sky MUD 1                 |
| Il simbolo "—" indica che il singolo non è entrato in classifica o non è stato pubblicato in quel Paese. |      |                         |                         |                                |

## Collaborazioni

### Album
| Titolo                                                                                                | Dettagli album                                                             | Posizione in classifica |
| Titolo                                                                                                | Dettagli album                                                             | U.S. Blues              |
| --- | -------------------------------------------------------------------------- | ----------------------- |
| Broken Soul Blues con Memphis Slim                                                                    | - Pubblicato: 1961 - Etichetta: United Artists (3137) - Formato: LP        | —                       |
| The Blues of Otis Spann con Otis Spann                                                                | - Pubblicato: 1964 - Etichetta:Decca (4615) - Formato: LP                  | —                       |
| The Blues Never Die! con Otis Spann                                                                   | - Pubblicato: 1965 - Etichetta: Prestige (7391) - Formato: LP              | —                       |
| Big Mama Thornton with the Muddy Waters Blues Band – 1966 con Big Mama Thornton                       | - Pubblicato: 1966 - Etichetta: Arhoolie (9043) - Formato: LP              | —                       |
| Live at the Cafe au Go-Go con John Lee Hooker                                                         | - Pubblicato: 1966 - Etichetta: Bluesway (BL/BLS 6002) - Formato: LP       | —                       |
| Blues Is Where It's At con Otis Spann                                                                 | - Pubblicato: 1967 - Etichetta: Bluesway (BLS 6003) - Formato: LP          | —                       |
| Super Blues con Bo Diddley & Little Walter                                                            | - Pubblicato: Giugno 1967 - Etichetta: Checker (LP/S 3008) - Formato: LP   | —                       |
| The Super Super Blues Band con Bo Diddley & Howlin' Wolf                                              | - Pubblicato: 1968 - Etichetta: Checker (LP/S 3008) - Formato: LP          | —                       |
| The Bottom of the Blues con Otis Spann                                                                | - Pubblicato:1968 - Etichetta: Bluesway (BLS 6013) - Formato: LP           | —                       |
| George Smith & the Chicago Blues Band — A Tribute to Little Walter con George "Harmonica" Smith       | - Pubblicato: 1968 - Etichetta: World Pacific (WPS–21887) - Formato: LP    | —                       |
| Luther "Georgia Boy Snake" Johnson with the Muddy Waters Blues Band con Luther "Snake Boy" Johnson    | - Pubblicato: 1969 - Etichetta: Douglas (LP 781) - Formato: LP             | —                       |
| Come On Home con Luther "Snake Boy" Johnson                                                           | - Pubblicato: 1969 - Etichetta: Douglas (LP 789) - Formato: LP             | —                       |
| Live the Life con Otis Spann                                                                          | - Pubblicato: 1997 - Etichetta: Testament (TCD 6001) - Formato: CD         | —                       |
| Breakin' It Up, Breakin' It Down con James Cotton & Johnny Winter                                     | - Pubblicato: 5 giugno 2007 - Etichetta: Epic/Legacy (07283) - Formato: CD | 3                       |
| Il simbolo "—" indica che l'album non è entrato in classifica o non è stato pubblicato in quel Paese. |                                                                            |                         |

### Singoli
| Titolo Lato A / Lato B                                                                                   | Anno | Posizione in classifica | Posizione in classifica | Etichetta & Cat. no. |
| Titolo Lato A / Lato B                                                                                   | Anno | U.S.                    | UK                      | Etichetta & Cat. no. |
| --- | ---- | ----------------------- | ----------------------- | -------------------- |
| "Johnson Machine Gun" / "Fly Right, Little Girl" con Sunnyland Slim                                      | 1948 | —                       | —                       | Aristocrat 1301      |
| "She Ain’t Nowhere" / "My Baby, My Baby" con Sunnyland Slim                                              | 1948 | —                       | —                       | Aristocrat1304       |
| "Florida Hurricane" / "So Nice and Kind" con St. Louis Jimmy                                             | 1948 | —                       | —                       | Aristocrat 7001      |
| "Blue Baby" / "I Want My Baby" con Sunnyland Slim                                                        | 1948 | —                       | —                       | Tempo Tone 1396      |
| "Locked Out Boogie" / "Shady Grove Blues" con Leroy Foster                                               | 1948 | —                       | —                       | Aristocrat 1234      |
| "Big Town Playboy" / "Shelby County Blues" con Little Johnny (Jones)                                     | 1949 | —                       | —                       | Aristocrat 405       |
| "Bad Acting Woman" / "Muskadine Blues (Take a Walk with Me)" con Baby Face Leroy & Little Walter         | 1950 | —                       | —                       | Regal 3296           |
| "I Just Keep Loving Her" / "Moonshine Blues" con Baby Face Leroy & Little Walter                         | 1950 | —                       | —                       | Parkway 502          |
| "Boll Weevil" / "Red Headed Woman" con Baby Face Leroy & Little Walter                                   | 1950 | —                       | —                       | Parkway 104          |
| "Rollin' and Tumblin'" Part 1 / "Rollin' and Tumblin'" Part 2 con Baby Face Leroy & Little Walter        | 1950 | —                       | —                       | Parkway 501          |
| "Going Away Baby" / "Today, Today Blues" con Jimmy Rogers                                                | 1950 | —                       | —                       | Chess 1442           |
| "Juke" / "Can’t Hold Out Much Longer" con Little Walter                                                  | 1952 | —                       | —                       | Checker 758          |
| "The Last Time" / "Out on the Road" con Jimmy Rogers                                                     | 1952 | —                       | —                       | Chess 1519           |
| "Left Me with a Broken Heart" / "Act Like You Love Me" con Jimmy Rogers                                  | 1953 | —                       | —                       | Chess 1543           |
| "Chicago Bound" / "Sloppy Drunk" con Jimmy Rogers                                                        | 1954 | —                       | —                       | Chess 1574           |
| "'Bout the Break of Day (Early in the Morning)" / "Lord Lord (Lawdy Lawdy)" con Junior Wells             | 1954 | —                       | —                       | States 139           |
| "So All Alone (Baby So Long)" (Prison Bars all Around Me) / con Junior Wells                             | 1954 | —                       | —                       | States 143           |
| "Blues All Day Long (Blues Leave Me Alone)" / con Jimmy Rogers                                           | 1955 | —                       | —                       | Chess 1616           |
| "Don't Start Me to Talkin' / "All My Love in Vain" con Sonny Boy Williamson II                           | 1955 | —                       | —                       | Checker 824          |
| "Key to the Highway" / "Rock Bottom" con Little Walter                                                   | 1958 | —                       | —                       | Checker 904          |
| Il simbolo "—" indica che il singolo non è entrato in classifica o non è stato pubblicato in quel Paese. |      |                         |                         |                      |